# Pentaplaris huaoranica
Pentaplaris huaoranica é uma espécie de angiospérmica da família Tiliaceae.
Apenas pode ser encontrada no Equador.
Os seus habitats naturais são: florestas subtropicais ou tropicais húmidas de baixa altitude.